# Ouille d'Arbéron
Pour les articles homonymes, voir Ouille (homonymie).
L’Ouille d’Arbéron (en italien : Punta d'Arnas) est un sommet des Alpes grées culminant à 3 560 ou 3 563 mètres d'altitude à la frontière entre la France et l'Italie.

## Géographie
Ce pic des Alpes grées est au carrefour de la vallée de la Maurienne et des vallées de Lanzo. Ce sommet fait partie d’une série depuis le mont Tour, en passant notamment par la Bessanèse et la Levanna jusqu'à la pointe de la Galise, pics marquant la frontière entre la Savoie, le Piémont et la Vallée d'Aoste, côté italien.

## Ascension et randonnée

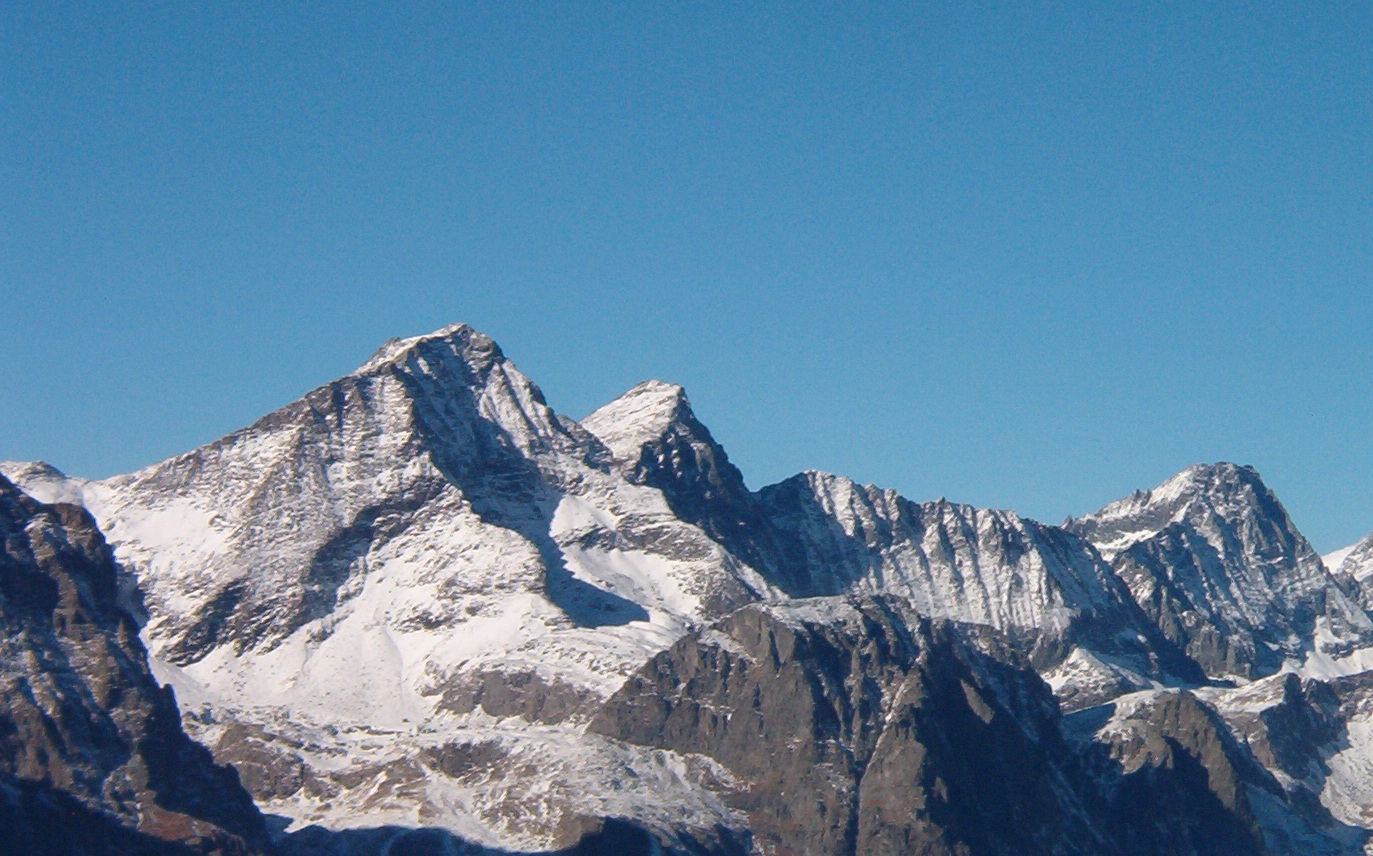
Vue de l’Ouille d’Arbéron située entre la Croix Rousse à gauche et la Bessanèse à droite, depuis le versant italien au sud-est.

L’ascension se fait communément par le refuge d'Avérole depuis Bessans en empruntant la val éponyme. Le sommet ne peut être directement atteint depuis le versant italien. Il convient pour cela de passer par le refuge Luigi Cibrario, puis franchir le col de la Valette culminant à 3 212 mètres, pour franchir la frontière et rejoindre le glacier du Bouanet situé à 2 900 mètres d'altitude, rejoindre l’arête ouest pour finalement atteindre le sommet.

### Refuges
Les refuges de montagne qui peuvent être utilisés comme points de départ pour l'ascension vers le sommet ou pour un circuit autour de la montagne sont les suivants :
- refuge d'Avérole - 2 210 mètres ;
- refuge Luigi Cibrario - 2 616 mètres.